# Haliclona pyrrhi
Haliclona pyrrhi är en svampdjursart som först beskrevs av Hanitsch 1895.  Haliclona pyrrhi ingår i släktet Haliclona och familjen Chalinidae. Inga underarter finns listade i Catalogue of Life.